# 威盛電子
威盛電子股份有限公司（VIA Technologies），是台灣的積體電路設計公司，無廠半導體公司（fabless）。曾經是世界上最大的獨立主機板晶片組設計公司。主要生產主機板的中央處理器以及圖形處理器並研發晶圓，然後外包給晶圓廠（例如台積電）代工。2000年，威盛的南北橋晶片組挑戰英特尔，結果成功拿下全球市佔率一半，在台灣股市創下629元新臺幣的天價，市值高達1兆8千多億新臺幣，有「台灣英特尔」之稱。

## 簡介

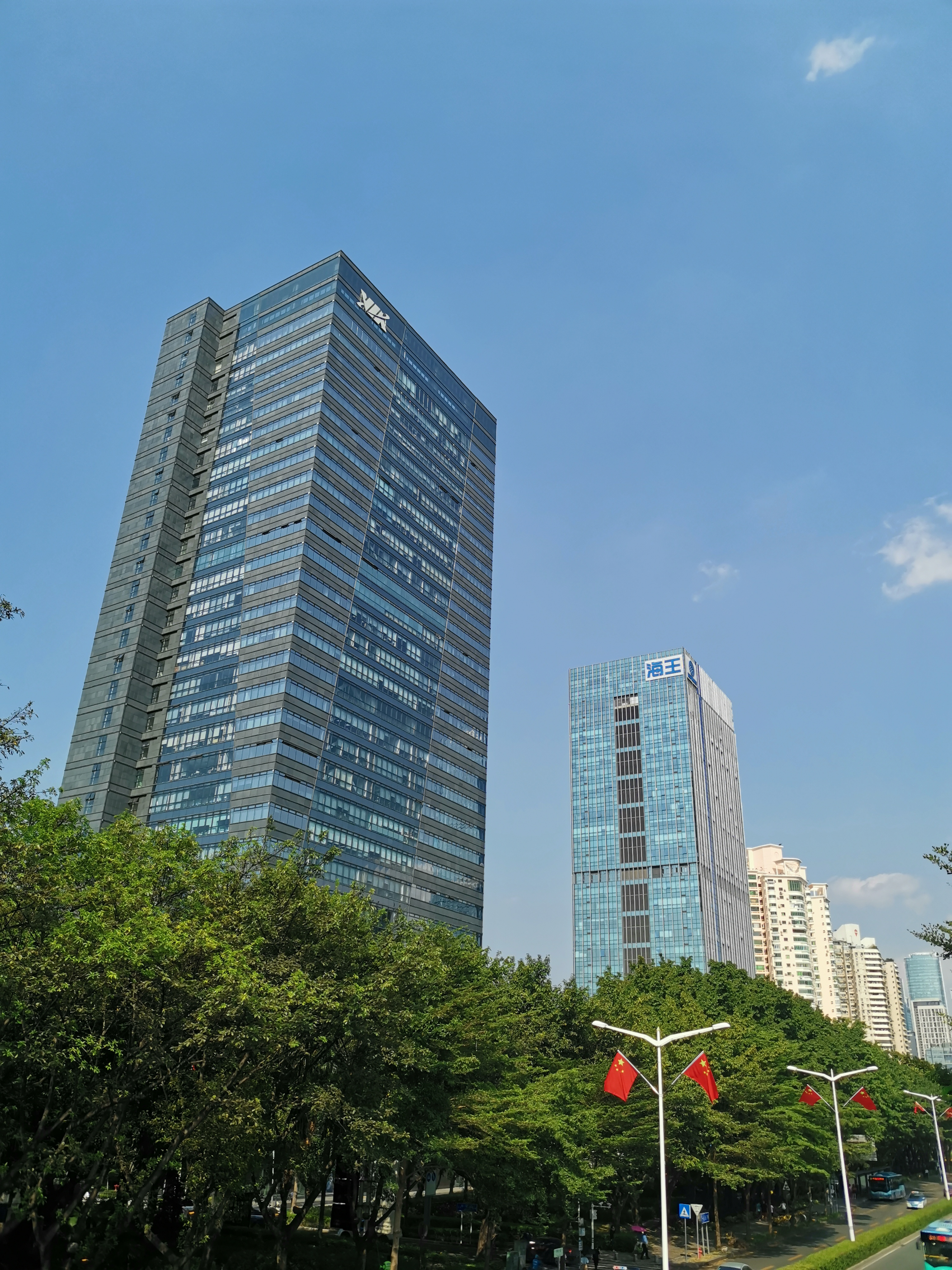
深圳威盛科技大厦，是威盛在深圳市的分公司所在

威盛電子是無晶圓低功耗X86處理器平台先驅，也是個人電腦、終端機、超行動裝置與嵌入式系統市場的領導廠商。有效整合低功耗的處理器、多媒體的晶片組及先進的I/O、匯流排與網路控制器，組成電腦運算與通訊平台以及廣受好評的EPIA系列主機板。
目前威盛電子總公司位於台灣新北市新店區，並於大中華地區、美國、歐洲、南美洲等IT中心城市設有分公司；威盛的客戶群涵蓋全球各大OEM廠商。威盛電子股票在台灣證券交易所上市，股票代號2388。

## 背景
前身
- 1987年，前Intel員工陳文琦於美國加州費利蒙成立Symphony公司，自任總經理。
- VIA總經理陳文琦從Symphony把員工送回臺灣，開始研發晶片。
- 陳文琦之妻為宏達電董事長王雪紅。

## 歷史
移居臺灣
- 1992年9月21日，VIA總部移到臺灣新北市新店區。
- 1996年，VIA在PC Common Architecture標準集團扮演主要的角色，推動從ISA匯流排轉換到PCI匯流排。

第一次併購
- 1999年，VIA併購Cyrix（美國國家半導體的一個部門）以及Integrated Device Technology旗下Centaur，開始進入微處理器的市場。VIA也是VIA C3和VIA C7處理器以及EPIA平台的生產者。

初嘗勝利
- 2000年，成功地掠取一半的晶片組市佔率，以新台幣629元的天價榮登股王，締造新台幣1258億元的市值。

第二次併購
- 於2000年收購IC Ensemble Inc.後，開始研發音效晶片。

第三次併購
- 2001年，威盛訂出的迦南計劃（Project Canaan），兵分四路，進軍光儲存晶片、繪圖晶片、CPU與網路晶片，並且收购S3 Graphics的图形部门。
- 2002年，威盛收購LSI Logic的CDMA2000設計部門，從而創建威睿電通有限公司（VIA Telecom）。
- 2004年，VIA開始Isaiah處理器的研發工作。
- 2005年2月，VIA慶祝生產第一億個AMD晶片組。

組織重整
- 2006年12月15日，VIA為提升經營效率，將組織重整成三個事業部。

面臨Intel提告訴訟
- 2007年7月，VIA因新一代Intel授權無法順利取得，決定放棄毛利低且成熟的晶片組事業，轉而聚焦於自家處理器平台，生產支援C7的晶片組。原有的三個事業部再度縮減為兩個。

產品重定位與跨業結盟
- 2008年5月，VIA正式發佈Isaiah核心處理器，並命名為VIA Nano（威盛凌瓏）1000/2000處理器系列，與C7處理器針腳是互相相容，功耗介乎3-5W。
- 2009年5月，VIA宣佈與Dell合作，使其VIA Nano處理器進軍伺服器市場，其伺服器產品代號為XS11-VX8，採用VIA Nano U2250處理器，功耗將大約為20W-30W。
- 2009年11月，VIA發佈Nano 3000處理器系列，核心的時脈最高到2GHz，效能表現相比Nano 1000/2000系列均高22%。
- 2010年，VIA於台北Computex大會上，展示最新Dual Core架構Nano處理器，採用最新40 nm制程，並推出全新VX1000晶片組。
- 2011年5月31日，VIA於台北computex2011大會上，展示最新Quad Core架構的型號為LP4700的處理器，最大熱功耗僅為18w，沒有風扇也可以實現完美的運行效果。

左手出售子公司給右手
- 2011年7月6日：VIA宣布出售子公司S3 Graphics給宏達電子。[2]

向美國地方法院對Apple提起訴訟
- 2011年9月21日（EST）：VIA向美国特拉华州地方法院提起诉讼，声称苹果公司的iPhone、iPad、iPod和苹果电视侵犯此公司关于微处理器芯片的高效数据加载、高效转换和数据传输三项专利。VIA在诉讼中说，“使用这些专利技术的微处理器可以迅速地从内存中加载数据，在浮点数和整数寄存器间直接移动数据，以及相互间快速地转换数据，从而提升微处理器的执行速度。”[3][4]

改列全額交割股與恢復正常
2014年11月19日，因為公司每股淨值低於5元，台灣證交所將威盛電子改列為全額交割股。 迄2016滿足每股淨值連續二季回升到5元以上，2016年4月7日起，自全額交割股剔除，回復正常交易。
新產品
2019年11月18日，位於美國德州，發表了 x86 世界首款內建人工智慧輔助處理器的「伺服器等級系統單晶片」。
出售業務
2020年10月27日，威盛電子通過兩家子公司將x86处理器和芯片组技术出售给上海兆芯。
Intel延攬子公司員工
2021年11月4日，Intel與威盛電子簽署契約，Intel將延攬威盛子公司Centaur部分員工加入，完成後Intel將給付Centaur美金1億2500萬元。

## 產品線
雖然VIA缺少其他晶片提供廠商（像是AMD、Intel、nVidia）的名稱認同，VIA很多晶片組在PC產品的廣泛品種裡面有特別的突出功能。VIA的針對PC市場的事業著重在整合型晶片組。在PC使用者中，VIA最廣為人知的是他的主機版晶片組。然而，VIA的產品包含音效控制器，網路/連線控制器，低功率CPU，以及甚至CD/DVD燒錄的晶片組。PC和周邊的廠商像是華碩電腦（ASUS）都購買這些晶片組來放入他們自己的產品品牌中。
在1990年後期，VIA開始他的核心邏輯事業之多樣化發展，以及公司在那開始收購並組成CPU部門，繪圖部門，以及音效部門。因為矽晶片製造的進展，而繼續增加晶片組中的整合性等級和功能性，VIA也需要這些個別的部門以維持核心邏輯市場的競爭性。

## 音效晶片
於2000年收購IC Ensemble Inc.後，開始研發音效晶片。除了以聲效卡的姿態出之外，ASUS、華擎科技等主機板製造商亦採用VIA音效晶片。
- VIA envy

## 晶片組
VIA生产的晶片組，能爲主流的Intel和AMD CPU提供支持，當然也能為自家的CPU提供支持；甚至連中國大陸自行研製的龍芯系列處理器，也由VIA晶片組的南橋芯片提供輸入輸出功能。
請注意：以下的列表並不完整，以官方網站所載資料為準
- VIA MVP3—最受歡迎的超級Socket 7晶片組，擁有AGP介面1.0，最高512MB PC-100 SDRAM支援，最大到2MB L2快取。更新後到MVP4整合Trident繪圖以及改進ATA-66磁碟介面。
- Apollo Pro133—第一個VIA支援133 MHz前端匯流排（Slot 1/Socket 370），以及也許最重要是支援133 MHz SDRAM記憶體。Apollo Pro133A是AGP 4X的支援。
- Apollo Pro133A, Apollo KX133/KT133/KT133A—Apollo KX133是對AMD Athlon處理器Slot A的模型範例。接著是Apollo KT133針對Socket A的AMD Athlon/Duron處理器。晶片組後來調校更改為KT133A，主要針對記憶體控制器的調校，以及一些改進的特色。KT133A提供穩定和效能之晶片組。
- ProSavage PM133/KM133—從S3而來的繪圖核心為基礎，提供Savage4的3D成份和Savage2000的2D之結合。這也是VIA的第一個自家整合型晶片。
- VIA KT266, VIA KT266A, VIA KT333, VIA KT400, VIA KT400A, VIA KT600—針對Athlon處理器的DDR記憶體更新。規格的部份值得注意的是提供不預期的速度改進。一系列的版本更新到最近的記憶體速度等級，從晶片組的稱謂上反映可以看出。最後，KT880能與雙通道記憶體的nForce2晶片組相匹敵，但由于其推向市场时已晚竞争对手nForce2许多时日，且面临所支持的K7平台已逐渐淡出市场，故市场销量并不高。
- VIA PT800是VIA推出的Pentium 4單通道晶片組。
- VIA PT880是VIA推出的第一個Pentium 4雙通道晶片組。
- VIA K8T800, VIA K8T800 PRO—Athlon 64晶片組。建立起早期的市場領先地位，擁有豐富的特色，以及全速的HyperTransport實作。
- VIA K8T890—VIA的第一個Athlon 64 PCIe晶片組。
- VIA K8T900与VIA K8T890相似，但支援一條PCI-E 16X或分成兩條PCI-E 8X。

### 威盛處理器平台

#### 北橋整合繪圖核心
- VIA CN700
- VIA CN800
- VIA CN896是VIA第一個通過微軟Vista Basic認證的晶片組支援FSB400處理器，DDR2 667記憶體，整合Chrome9 HC IGP繪圖核心整合Chromotion 3.0影像顯示引擎，支援MPEG-2解碼加速，反逐行掃描技術、影像消馬賽克和一系列高清輸出技術及DirectX 9。
- VIA VN1000是VIA推出的第一個支援DDR3 1066記憶體的晶片組、最高支援FSB800處理器，4個SATA 2.0接口及12個USB 2.0，內建Chrome 500系列顯示卡，支援DirectX 10.1及全高清1080P藍光碟播放，支援Chromotion HD 2.0硬件播放加速。

#### 南北橋整合繪圖核心的單晶片
- VIA CX700
- VIA CX700M整合UniChrome Pro II顯示核心。它支持DDR2 533記憶體，外接顯示卡接口是AGP 8X，支持SATA硬盤。其顯示核心支持MPEG-2/4和WMV-9硬件加速，並可以以HDMI輸出影像，亦內建HDCP技術。亦晶片會配合VIA C7和Eden處理器。
- VIA VX800
- VIA VX855整合VIA Chrome9 HCM繪圖核心支持H.264、MPEG-2/4、VC-1和WMV9硬件加速。最高支援FSB800處理器、DDR2 800記憶體，但只有2個IDE接口，並且沒有提供外接顯示卡接口。主要配合VIA Nano、VIA C7-M及VIA Eden處理器作Netbook平台。
- VIA VX900是VX855的進化版，整合VIA Chrome9 HC3繪圖核心，支援Chromotion HD 2.0硬件播放加速。最高支援FSB800處理器、DDR3 1066記憶體，最多8個USB 2.0，2個SATA 2.0接口。

## 處理器產品
自從1999年收購了Cyrix之後，VIA開始涉足x86 CPU設計領域，先後推出了多款處理器，雖然性能無法與第一第二名的Intel和AMD抗衡，但是其特長在於低功耗，因此得以在某些特殊領域的市場上站住腳跟。此外，威盛電子出品CPU有一個與衆不同的特色，就是硬件整合了數據加密/解密的功能。

### 桌上型電腦
- VIA C3（Cyrix）
- VIA CoreFusion
- VIA Eden
- VIA C7-D
- VIA PV530
- VIA Nano（淩瓏）
- VIA QuadCore

### 筆記型電腦
- VIA C3-M
- VIA C7-M

## 繪圖處理器
與CPU部門類似，VIA涉足繪圖處理核心（GPU）領域是在收購S3 Graphics之後，其產品同樣無法與圖形領域雙雄nVidia和ATI抗衡，但其特色同樣在於低功耗，並且通常用於整合型晶片組。
- ViRGE系列
- Savage系列
- DeltaChrome S8系列
- GammaChrome S18系列
- Chrome S20系列
- Chrome 400系列
- Chrome 500系列

## 市場趨勢
當一個建立起來的PC元件供應商，特別注意的是Super Socket 7平台，VIA的現在市場定位是由他的Pentium III晶片組的成功而來的。Intel作了錯誤決定不繼續發展他的SDRAM晶片組，而且表示政策上未來只會支援RAMBUS 記憶體。因為RAMBUS在當時非常的昂貴，且提供少量的明顯效能優點，所以製造商發現他們使用VIA的晶片組，可以售出廉價且效能相當的PC。
儘管VIA晶片組，特別是針對AGP的實作，曾經有相容性以及效能方面的問題。VIA的高效能、穩定、成熟的晶片組，突然的找到很大的市場需求，利潤也越來越高。很多公司先前都維持只買Intel的策略，而第一次與VIA的大量訂單的結果也讓他們滿意。同時VIA也從AMD受歡迎的Athlon處理器獲利。當成為高效能晶片組提供者的腳步後，VIA也賣出幾百萬顆Athlon晶片組。
然而，VIA的成功也是由於其他者的錯誤所構成。Intel最後放棄並取消他們的RDRAM發展，且生產815晶片組提供133 MHz SDRAM的支援，以及133 MHz前端匯流排的CPU介面。NVIDIA也產出nForce 2晶片組給Athlon平台。VIA的市場佔有率下滑。
為了回應持續增加的市場競爭，VIA決定買下體質不好的S3 Graphics市場。當時Savage晶片並不夠快，無法在顯示卡獨立解決方案中生存。由於他的低生產成本，很理想的成為整合的解決方案，成為VIA晶片北橋的一部分。這也增加了VIA晶片組的價值地位。
VIA也繼續發展他的VIA C3處理器，針對小型，輕薄，低功率的應用。VIA envy音效卡已經被設為新的PC板上內建音效的標準，支援純的24位元聲音。且在VIA的導引下，S3品牌已經在PC繪圖市場上，於Intel、ATI、和nVidia之後，握有10%的市佔率。
VIA持續體會到他的核心事業重要性和尋找發展高品質的晶片組。當他的Pentium 4晶片組設計面臨到Intel 授權的威脅，而受到阻礙無法在市場佔有率上獲勝——当然，目前VIA已经获得Intel在Pentium 4芯片组方面的授权，这要得益于它兼并的Cryix公司以前与Intel签订的交叉授权协议。針對Athlon 64所發展的K8T800晶片組證明了另外一個成功的故事，提供了穩定、效能、和一開始不被看好的特色。在商標OEM低價格這點，VIA已經證明他們有能力繼續讓人驚喜，繼續像傳統一樣提供夠好的產品。

## 社会事业

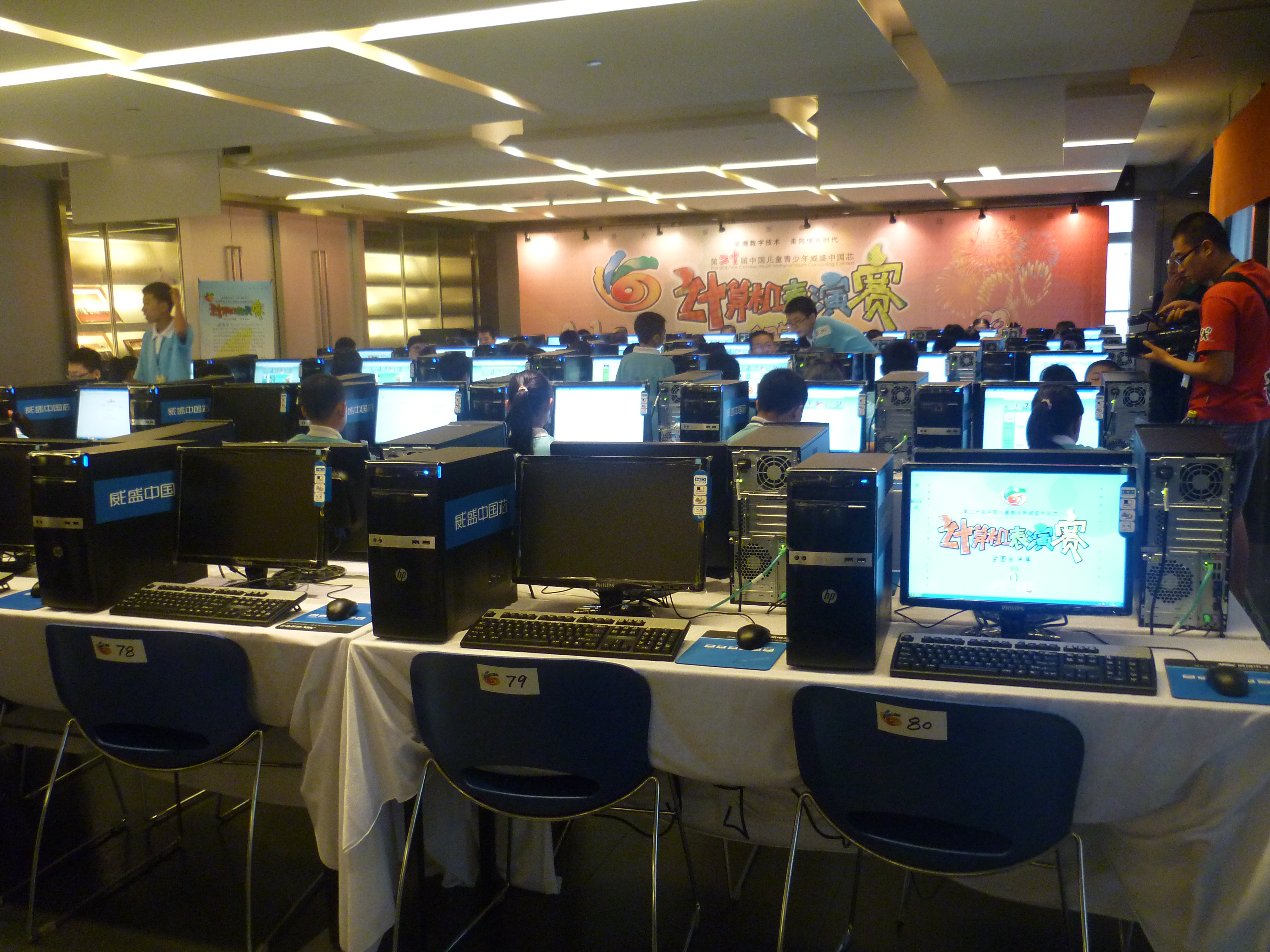
舉辦于北京市的第20届中国儿童青少年威盛中国芯计算机表演赛决赛。

中国儿童青少年威盛中国芯计算机表演赛由威盛贊助举办。

## 爭議事件

### 晶片暗藏後門程式
威盛電子代理商中聯控股，遭客戶投訴，威盛電子出產的晶片有多項缺點，造成中聯控股的損失。中聯電子在香港高等法院，對威盛電子提出商業仲裁，要求賠償。中聯控股揭露，在2008年北京奧運前夕，威盛電子出產的晶片組，內藏後門程式，協助中國官方監控包括法輪功等異議人士。威盛電子在法院上宣稱，這個後門程式沒有被啟動。2014年11月24日，香港高等法院判決中聯控股勝訴，威盛電子須賠償中聯公司的損失，威盛電子繼續上訴中。
2020年台北地方法院判決上訴失敗，需判賠新台幣一億元。

## 外部連結
- 威盛電子官方網站 （页面存档备份，存于）
- YouTube上的威盛電子頻道